# 勝田守一
勝田 守一（かつた しゅいち、1908年11月10日 - 1969年7月30日）は、日本の教育学者。

## 人物
東京市に生まれる。ロシア研究者・横浜国立大学教授の勝田昌二（1911年生）は弟。
1926年、東京高等師範学校附属中学校（現：筑波大学附属中学校・高等学校）卒業。（宗像誠也とは同級生）
一高を経て、1932年京都帝国大学文学部哲学科卒業。
京大卒業後、松本高等学校 (旧制)教諭、学習院大学教授などを経て、1951年から東京大学教授。日本教職員組合教研集会の講師を、その発足当初から長く務め、教育科学研究会（略称：教科研）の中心メンバーとして活躍、その機関誌『教育』の編集長の任にもあたった。また、通称の「もりかず」から、東京大学教育学部の同僚であった宮原誠一、宗像誠也と並んで、戦後教育学界に大きな影響を与えたことから「3M（スリー・エム）」と称された。
シェリングらドイツ観念論の研究からスタートし、その後、教育思想研究に転向した。カリキュラムは日常経験を媒介とした科学の再構成であるべきと主張、1950年代以降の教育論争に、教科研の立場から積極的に発言、教育社会学者の清水義弘（教育科学論争）、教育学者の梅根悟（コア・カリキュラム論争）らと活発な議論を交わす。それを通じて形成された教育思想は、子どもの全面的な発達の保証としての教育の定位、すなわち後の「国民の教育権」論へと結実する。「国民の教育権」論は、東大時代の門下堀尾輝久へと継承された。1969年病歿。

## 著書
- 『シェリング』（弘文堂書房、西哲叢書） 1936
- 『学校論』（要書房・選書） 1952
- 『教育学』（青木書店、現代哲学全書） 1958
- 『教育学入門 第1（能力と発達と学習）』（国土社） 1964
- 『国民教育の課題』（国土社、教育科学選書） 1966
- 『教育と認識』（国土社、国土新書） 1968
- 『教育と教育学』（岩波書店） 1970
- 「勝田守一著作集」全7巻（国土社）
  1. 『戦後教育と社会科』 1972
  2. 『国民教育の課題』 1973
  3. 『教育研究運動と教師』 1972
  4. 『人間形成と教育』 1972
  5. 『学校論・大学論』 1972
  6. 『人間の科学としての教育学』 1973
  7. 『哲学論稿・随想』 1974
- 『能力と発達と学習』（国土社、現代教育101選） 1990

## 共編著
- 『お母さんから先生への100の質問』正・続（国分一太郎, 丸岡秀子共編、中央公論社） 1955 - 1956
- 『現代教師論』（編、明治図書出版） 1955
- 『岩波小辞典教育』（編、岩波書店） 1956
- 「現代教科教育講座」全7巻（梅根悟共編、河出書房） 1957
- 『教育学論集』（編、河出書房新社、大学セミナー双書） 1960
- 『日本の学校』（中内敏夫共著、岩波新書） 1964
- 『学校教育の疑問に答える』（阿部進共編、三一新書） 1965
- 『こんな親なら教師なら』（編、明治図書出版、シリーズ・現代家庭教育新書） 1965
- 『現代教育学入門』（編、有斐閣） 1966
- 『授業と思考の発達』1 - 4 （駒林邦男共編、明治図書出版） 1966

## 翻訳
- 『哲学の根本問題』（ジンメル、玉井茂共訳、岩波文庫） 1938
- 『学問論』（シェリング、創元社） 1944、のち岩波文庫
- 『インテグレーション カリキュラムの原理と実際』（タマス・ホプキンス等、白根孝之共訳、桜井書店） 1950
- 『歴史教科書と国際理解 世界理解のために』（J・A・ローアライズ、古今書院、ユネスコ各国教師のためのシリーズ） 1956
- 『教育学講義』（カント、伊勢田耀子共訳、明治図書出版、世界教育学選集） 1971